# Solenopsis brasiliana
Solenopsis brasiliana är en myrart som beskrevs av Santschi 1925. Solenopsis brasiliana ingår i släktet eldmyror, och familjen myror. Inga underarter finns listade i Catalogue of Life.